# Famille von Köller
La famille von Köller est une ancienne famille noble de Poméranie.

## Histoire
La famille apparaît pour la première fois dans des documents le 18 août 1280 avec le chevalier Johannes Colnerus, conseiller du duc Bogusław IV de Poméranie. Elle apparaît très tôt dans deux lignées dont le lien ne peut être prouvé par des documents. En revanche, tous les domaines de Poméranie, y compris Kantreck, Karow, Schwenz, Ossecken (de), Hoff avec Ninikow, Schönwalde et Nassenheide, peuvent être documentés et sont restés la propriété de la famille jusqu'en 1945 ; Dobberphul est la propriété de la fondation familiale Köller Dobberphul-Reckow, qui avait été fondée avant 1862,

## Armoiriesde Köller

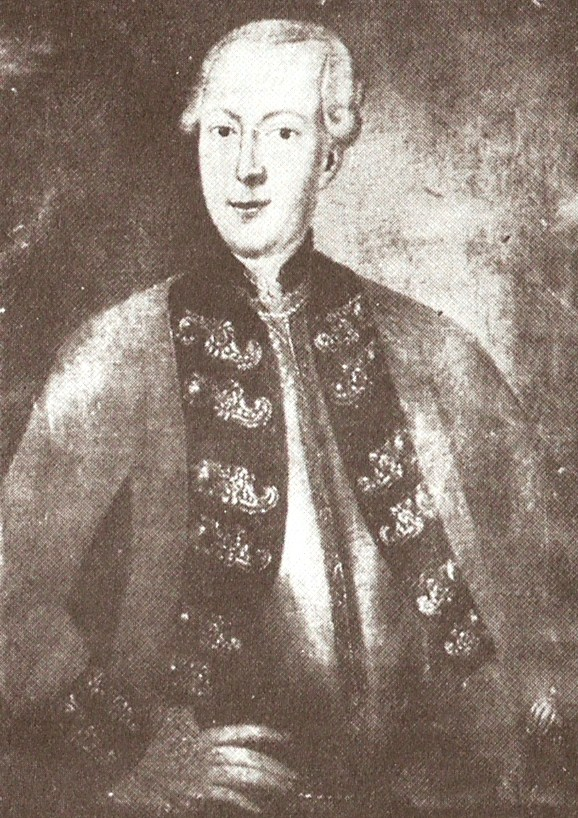
Georg Ludwig von Köller-Banner, général d'infanterie danois

Le blason représente un diamant rouge en argent. Sur le casque aux couvertures rouges et argentées, une jeune fille en pleine croissance aux cheveux détachés, vêtue d'une robe écartelée rouge et argentée, dont la tête est munie de trois lames de couteau et qui tient un lys en argent naturel dans chaque main. La famille Köller est apparentée par ses armoiries à la famille von Schwerin (de), qui utilise le même blason. Il ne faut pas les confondre avec les autres armoiries de Thuringe von Koller (de).

## Personnalités
- Balthasar Köller (de) (~1540–1602), capitaine et prévôt de l'abbaye d'Uetersen (de)
- Heinrich Albrecht von Köller (de) (1704–1761), major prussien
- Georg Ludwig von Köller-Banner (de) (1728–1811), général danois
- Hans Georg Alexander Friedrich von Köller (de) (1752–1820), directeur général de Poméranie
- Georg Ludwig von Köller-Banner (de) (1776–1843), conseiller régional prussien
- Matthias von Köller (Ernst-Matthias von Köller ; 1797–1883), directeur général de Poméranie
- Georg von Köller (1823–1916), président de la Chambre des représentants de Prusse
- Hugo von Köller (1828–1910), directeur général de Poméranie[4]
- Leonhard von Koeller (de) (1831–1915), lieutenant général prussien
- Ernst von Köller (Ernst-Matthias von Köller ; 1841–1928), ministre prussien de l'Intérieur
- Hugo von Köller (1855–1939), écrivain allemand[4]
- Lebrecht von Köller (de) (1861–1933), administrateur de l'arrondissement du Bas-Taunus (de)
- Albrecht von Köller (1864–1941), général de division[5]
- Detlef von Köller (de) (1866–1931), administrateur de l'arrondissement de Pyritz
- Claus Henning von Köller (de) (1874–1937), administrateur de l'arrondissement d'Obornik (de) et propriétaire de manoir